# 1585

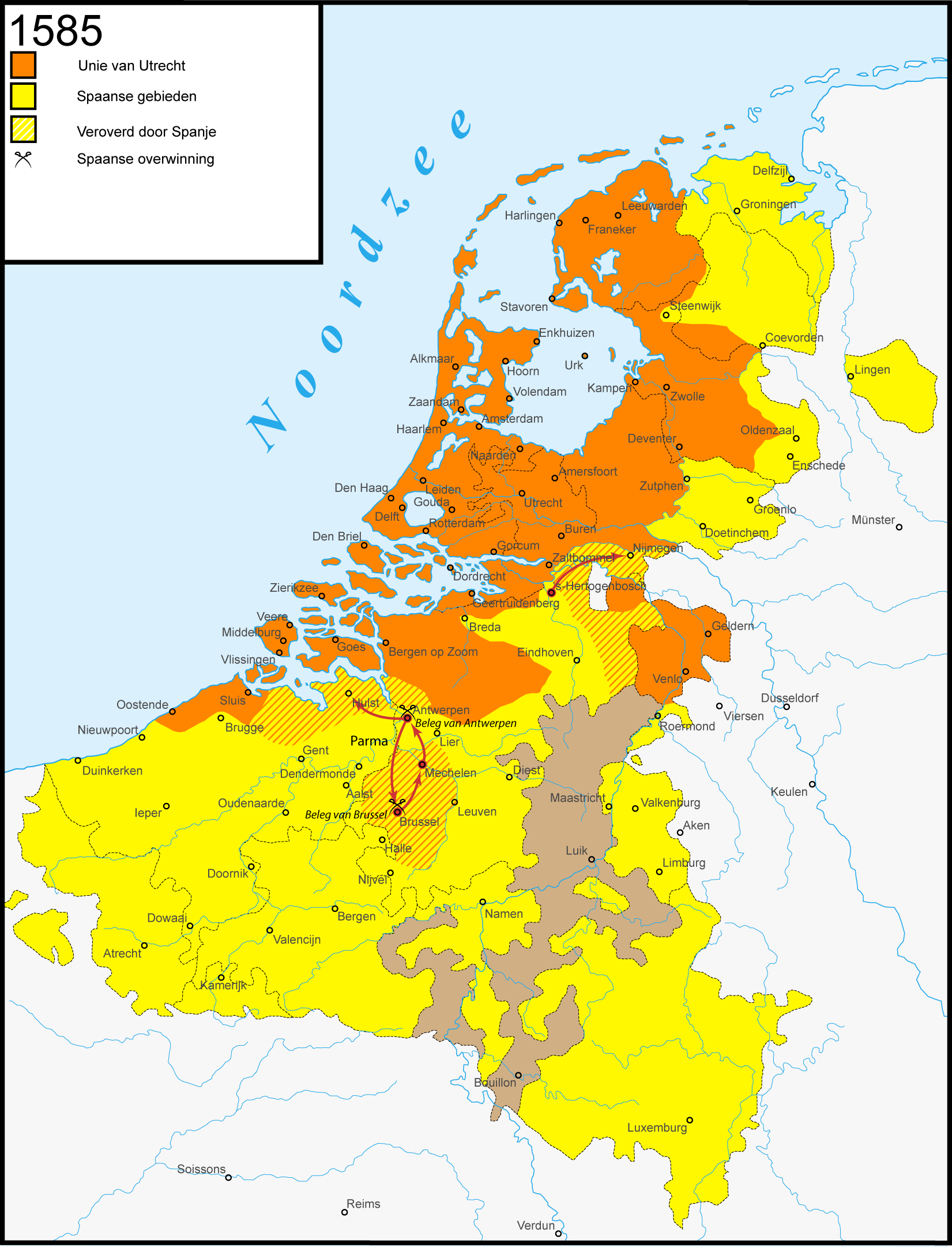
De Nederlandse Opstand in 1585.

Het jaar 1585 is het 85e jaar in de 16e eeuw volgens de christelijke jaartelling.

## Gebeurtenissen
januari
- 1 - Giovanni Gabrieli krijgt een vaste aanstelling als organist van de San Marco in Venetië.
- 2 - Ondertekening door Frankrijk en Spanje van het Verdrag van Joinville, dat beoogt om de protestantse Franse troonopvolger Hendrik van Navarra te dwarsbomen.
- 20 - Mislukte aanslag op 's-Hertogenbosch door Filips van Hohenlohe-Neuenstein.

februari
- De belegerende troepen voor Antwerpen sluiten met tientallen schepen de Schelde af, waardoor bevoorrading van de stad onmogelijk wordt.
- februari - Koning Hendrik III van Frankrijk weigert de hem aangeboden soevereiniteit over de noordelijke Nederlanden.

maart
- 7 - De Staten van Zeeland benoemen Justinus van Nassau tot luitenant-admiraal van Zeeland en opperbevelhebber van de vloot. Hij volgt Willem Blois van Treslong op, die na een conflict over de strijd rond Antwerpen is ontslagen en gearresteerd.
- 16 - Nijmegen valt in Spaanse handen.
- 23 - Aartsbisschop Hauchin keert terug naar Brussel en herstelt er de erediensten.

april
- 25 - De katholieke Engelse edelman Philip Howard wordt op beschuldiging van hoogverraad opgesloten in de Tower of London.
- april - De Antwerpenaren krijgen Fort Liefkenshoek weer in handen.

mei
- 7 - Eerste aanval van Staatse troepen op de Kouwensteinsedijk mislukt, doordat de Antwerpse vloot door een misverstand niet opdaagt.
- 10 - Uitbarsting van de vulkaan Tehuya op La Palma, die 84 dagen zal duren.
- De Accademia Nazionale di Santa Cecilia wordt opgericht door de pauselijke bul Ratione congruit van paus Sixtus V. Door deze akte wordt officieel de Congregazione dei Musici sotto l'invocazione della Beata Vergine e dei Santi Gregorio e Cecilia (De congregatie van muzikanten onder aanroeping van de Heilige Maria Onbevlekte Ontvangenis en van de Heilige Gregorius en Cecilia) samengevoegd. Er ontstaat een nieuwe congregatie van de muzikanten van Rome (Congregazione de' musici di Roma).
- 26 - Antwerpenaren voeren samen met de staatsen de Slag op de Kouwensteinsedijk tegen Parma.
- mei - Ook koningin Elizabeth I van Engeland weigert de soevereiniteit over de Nederlanden te aanvaarden.

juni
- 23 - Slag bij Amerongen. Door verraad van de graven van Bergh worden de Staatse troepen onder aanvoering van Villers, graaf van Meurs (stadhouder van Utrecht), door de Spaanse troepen onder bevel van gouverneur Taxis van Zutphen, vernietigend verslagen.

juli
- 29 - De Friese stadhouder Willem Lodewijk sticht te Franeker een universiteit, die in feite een theologische hogeschool is.

augustus
- 6 - De kozakkenleider Jermak wordt in Siberië in een hinderlaag gelokt en gedood.
- 20 - Engeland en de Geünieerde Provinciën sluiten het Verdrag van Nonsuch. Koningin Elizabeth zal troepen sturen ter bescherming van de opstand in de Nederlanden. Zij verkrijgt in onderpand de steden Vlissingen, Den Briel en Oostende, alsmede Fort Rammekens.
- 27 - De Val van Antwerpen: Alexander Farnese, hertog van Parma, verovert het laatste zuidelijke bolwerk Antwerpen. Hij forceert hiermee een definitieve scheiding van de Noordelijke en Zuidelijke Nederlanden. Vanaf 1567 hadden al heel wat Antwerpenaren de stad van 100.000 inwoners verlaten. Na 1585 werd de exodus versterkt. In 1590 waren er nog ongeveer 42.000 inwoners.
- Richard Grenville zeilt terug naar Engeland en laat Ralph Lane als gouverneur met 107 kolonisten achter op Roanoke Island om de omgeving te verkennen en een versterkte nederzetting te bouwen. Het is de eerste Engelse kolonie in Amerika.

september
- 8 - Tijdens een banket in het stadhuis van Antwerpen draagt de oude gereformeerde magistraat onder leiding van Filips van Marnix de macht over aan de nieuwe, door Farnese benoemde bestuurders.
- 12 - Hertog Johan VII van Mecklenburg-Schwerin gaat zelfstandig regeren.

oktober
- 15 - Na het Beleg van IJsseloord moet Francisco Verdugo capituleren aan de Staatse belegeraars.

november
- 14 - Maurits wordt op zijn 18e verjaardag benoemd tot stadhouder van Holland en Zeeland.

december
- Als reactie op de Spaanse opmars stuurt Elizabeth I van Engeland de graaf van Leicester in het geheim met 5000 man de Noordzee over.

zonder datum
- Voor het eerst wordt op commerciële basis cacao naar Europa vervoerd, met een schip van Vera Cruz naar Sevilla.
- Plantijn verlaat Leiden en vestigt zich opnieuw in Antwerpen.

## Bouwkunst

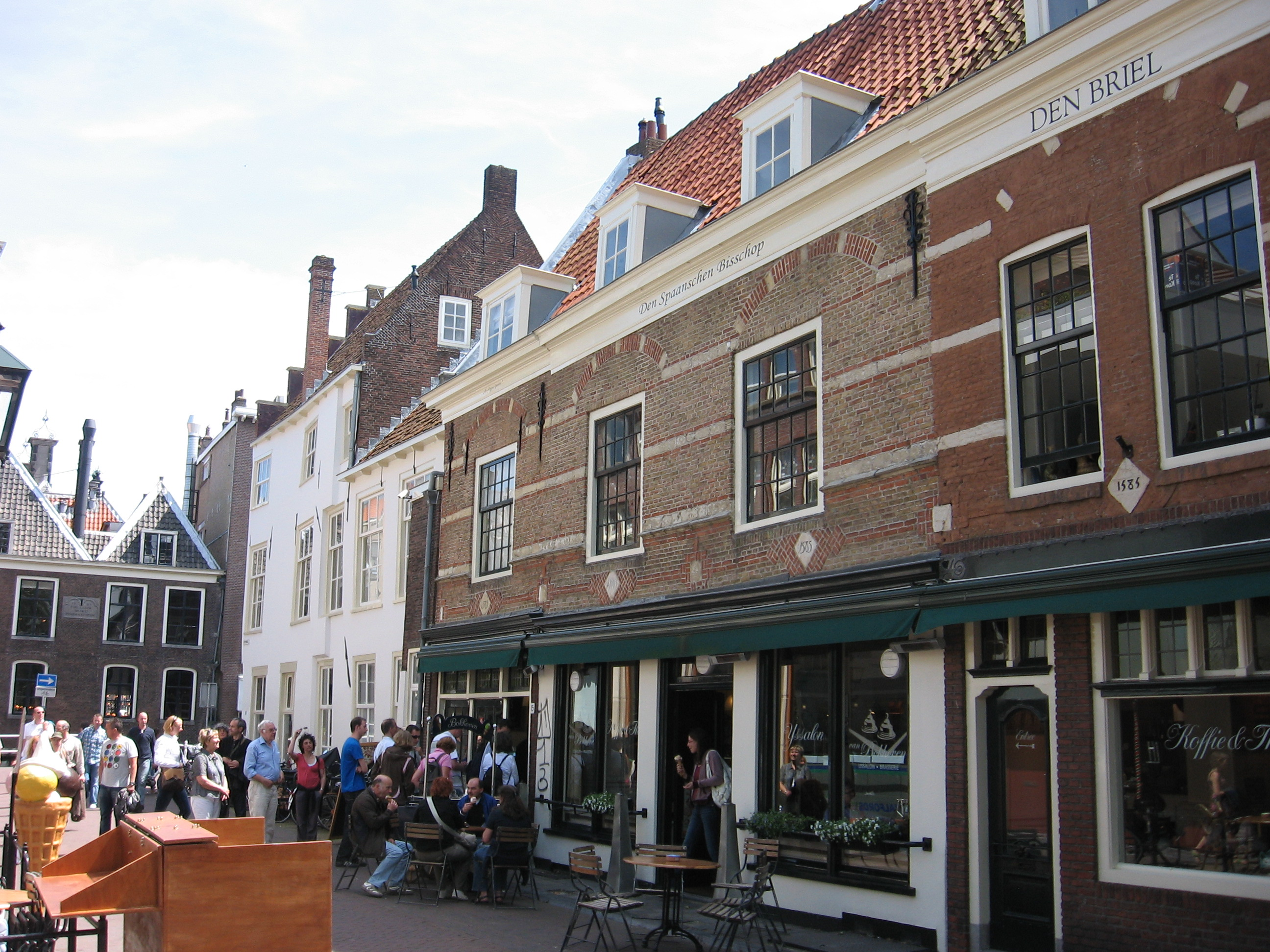
Woonhuis, Delft (1585)

## Geboren
maart
- 16 - Gerbrand Adriaensz. Bredero, Nederlands schrijver (overleden 1618)

september
- 5 - Kardinaal de Richelieu, Frans staatsman (overleden 1642)

oktober
- 4 - Anna, keizerin van het Heilige Roomse Rijk (overleden 1618)
- 9 - Heinrich Schütz, componist (overleden 1672)
- 28 - Cornelius Jansenius, Nederlands priester en theoloog (overleden 1638)

december
- 24/25 - Christiaan van Waldeck-Wildungen, Duits graaf (overleden 1637)

datum onbekend
- Hendrick Danielsz Slatius, Nederlands remonstrants predikant en medepleger van een aanslag op prins Maurits (overleden 1623)
- Hamnet en Judith Shakespeare, zoon en dochter (tweeling) van William Shakespeare

## Overleden
april
- 4 - Caspar de Robles(57), Spaans stadhouder van Friesland en Groningen
- 10 - Paus Gregorius XIII (83), paus van 1572 tot 1585

november
- 23 - Thomas Tallis (~80), Engelse componist en organist